# Campionato europeo di pallanuoto 1981 (maschile)
La XV edizione del campionato europeo di pallanuoto si è disputata a Spalato, nell'allora Jugoslavia, dal 5 al 12 settembre 1981, nel corso di svolgimento del 15º campionato europeo di nuoto.
I padroni di casa sono rimasti ai piedi del podio in un'edizione dominata dalla sorprendente Germania Occidentale.

## Risultati
| Data     | Gara             | Gara    | Gara             |
| -------- | ---------------- | ------- | ---------------- |
| 05-09-81 | Spagna           | 11 - 8  | Jugoslavia       |
| 05-09-81 | Ungheria         | 8 - 8   | Unione Sovietica |
| 05-09-81 | Romania          | 6 - 5   | Paesi Bassi      |
| 05-09-81 | Italia           | 7 - 7   | Germania Ovest   |
| 06-09-81 | Germania Ovest   | 7 - 4   | Ungheria         |
| 06-09-81 | Unione Sovietica | 9 - 5   | Jugoslavia       |
| 06-09-81 | Paesi Bassi      | 11 - 6  | Italia           |
| 06-09-81 | Spagna           | 6 - 7   | Romania          |
| 07-09-81 | Jugoslavia       | 6 - 7   | Ungheria         |
| 07-09-81 | Italia           | 8 - 3   | Romania          |
| 07-09-81 | Germania Ovest   | 10 - 7  | Paesi Bassi      |
| 07-09-81 | Unione Sovietica | 10 - 7  | Spagna           |
| 08-09-81 | Unione Sovietica | 7 - 10  | Germania Ovest   |
| 08-09-81 | Paesi Bassi      | 7 - 7   | Spagna           |
| 08-09-81 | Jugoslavia       | 12 - 10 | Romania          |
| 08-09-81 | Ungheria         | 12 - 10 | Italia           |
| 10-09-81 | Germania Ovest   | 11 - 10 | Romania          |
| 10-09-81 | Jugoslavia       | 9 - 8   | Paesi Bassi      |
| 10-09-81 | Ungheria         | 7 - 7   | Spagna           |
| 10-09-81 | Unione Sovietica | 9 - 8   | Italia           |
| 11-09-81 | Jugoslavia       | 8 - 7   | Italia           |
| 11-09-81 | Unione Sovietica | 10 - 7  | Paesi Bassi      |
| 11-09-81 | Germania Ovest   | 12 - 8  | Spagna           |
| 11-09-81 | Ungheria         | 9 - 5   | Romania          |
| 12-09-81 | Spagna           | 9 - 9   | Italia           |
| 12-09-81 | Ungheria         | 7 - 2   | Paesi Bassi      |
| 12-09-81 | Jugoslavia       | 6 - 10  | Germania Ovest   |
| 12-09-81 | Unione Sovietica | 9 - 8   | Romania          |

## Classifica finale
|    | Squadra          | Punti | G | V | N | P | GF | GS | DR  |
| -- | ---------------- | ----- | - | - | - | - | -- | -- | --- |
|    | Germania Ovest   | 13    | 7 | 6 | 1 | 0 | 67 | 49 | +18 |
|    | Unione Sovietica | 11    | 7 | 5 | 1 | 1 | 60 | 53 | +7  |
|    | Ungheria         | 10    | 7 | 4 | 2 | 1 | 54 | 45 | +9  |
| 4. | Jugoslavia       | 6     | 7 | 3 | 0 | 4 | 54 | 62 | -8  |
| 5. | Spagna           | 5     | 7 | 1 | 3 | 3 | 55 | 60 | -5  |
| 6. | Italia           | 4     | 7 | 1 | 2 | 4 | 55 | 59 | -4  |
| 7. | Romania          | 4     | 7 | 2 | 0 | 5 | 49 | 60 | -11 |
| 8. | Paesi Bassi      | 3     | 7 | 1 | 1 | 5 | 47 | 53 | -6  |

### Campioni
| Oro |
| Germania Ovest Peter Röhle Thomas Loebb Frank Otto Jürgen Stiefel Hagen Stamm Michael Wendel Jürgen Schröder Rainer Osselmann Roland Freund Bernd Weyer Werner Obschernikat Ralf Obschernikat Günter Kilian All. Nico Firoiu |